# 歌謡大パーティ ドヒャーと集まれ!!
『歌謡大パーティ ドヒャーと集まれ!!』（かようだいパーティ ドヒャーとあつまれ）は、1970年10月29日から同年11月26日まで日本テレビ系列局で放送されていた日本テレビ製作の歌謡バラエティ番組である。それ以前にも1970年10月8日から同年10月15日まで『これが歌謡曲だ!!』（これがかようきょくだ）と題して放送されていた。全2回＋5回。放送時間は毎週木曜 20:00 - 20:56 （日本標準時）。

## 概要
いずれも土居まさるが司会を務めていた歌謡番組で、『ドヒャーと集まれ!!』への改題とともに歌ありコントありの内容に変更。ディック・ミネがコーナー司会を務める「ナツメロコーナー」と、土居が司会を務める「土居まさるコーナー」によって構成されていた。

## 出演者

### 司会
- 土居まさる
- ディック・ミネ - 『これが歌謡曲だ!!』では土居とともに総合司会を務めていた。『ドヒャーと集まれ!!』では「ナツメロコーナー」を担当。

### レギュラー
- 小鹿ミキ